# Белое (Рязанская область)
Белое — деревня в Клепиковском районе Рязанской области. Входит в состав Ненашкинского сельского поселения.

## География
Находится в северной части Рязанской области на расстоянии приблизительно 15 км на север по прямой от районного центра города Спас-Клепики на берегу озера Белое.

## История
В 1859 году здесь (тогда деревня Рязанского уезда Рязанской губернии) было учтено 25 дворов. 

## Население
Численность населения: 189 человек (1859 год), 39 в 2002 году (русские 100%), 24 в 2010.